# Sheridan Le Fanu
Sheridan Le Fanu, född den 28 augusti 1814 i Dublin, Irland, död den 7 februari 1873 i Dublin, var en irländsk författare som förvandlade berättande av spökhistorier till en skön konst.

## Biografi
Le Fanu föddes i en litterär familj med hugenottbakgrund. Flera närstående medlemmar av släkten var dramatiker. Ett år efter hans födelse flyttade familjen till Phoenix Park där fadern utnämnts till kaplan för kyrkan vid den kungliga militärskolan.
År 1826 flyttade familjen till Abington i Limerick County, där Le Fanus far tillträdde sin andra rektortjänst i södra Irland. Trots att han hade en handledare, använde Le Fanu också faderns bibliotek för att utbilda sig.
Krigstider och sjukdomar under 1830-talet gjorde det svårt för folket att betala tionde till kyrkan och familjen tvingades leva under knappa, ekonomiska förhållanden. Vid faderns död tvingades familjen sälja biblioteket för att kunna betala sina skulder.
Sheridan Le Fanu studerade juridik vid Trinity College i Dublin, där han valdes till revisor i College Historical Society. Förhållandena på Irland gjorde det möjligt att studera på distans och enbart komma till Dublin för de prov som krävdes. År 1839 övergav han dock juridiken för journalistiken, och hade då redan börjat skriva spökhistorier i bland annat Dublin University Magazine. År 1840 blev han ägare till flera tidningar, exempelvis Dublin Evening Post och The Warder.
År 1861 blev han redaktör och ägare av Dublin University Magazine och han började utnyttja dubbel publicering: Först serialisering i Dublin University Magazine, sedan en reviderad upplaga för den engelska marknaden. Han publicerade både The House by the Churchyard och Wylders hand på detta sätt. 
Efter ljumma recensioner i Dublin träffade Le Fanu ett avtal med sin utgivare i London om att ge ut berättelser ”av engelska ämnen och i modern tid”, som denne trodde var nödvändigt för att tillfredsställa de engelska läsarna. Här publicerades kortromaner som Carmilla och romaner som Uncle Silas (1864, senaste utgåvan 1966).
Le Fanu dog i Dublin den 7 februari 1873 vid 58 års ålder. Idag finns en väg och en park i Ballyfermot, i närheten av hans barndomshem i sydvästra Dublin, uppkallad efter honom.